# Phthiria nitidigena
Phthiria nitidigena är en tvåvingeart som beskrevs av Hesse 1975. Phthiria nitidigena ingår i släktet Phthiria och familjen svävflugor. Inga underarter finns listade i Catalogue of Life.